# De Munt/La Monnaie

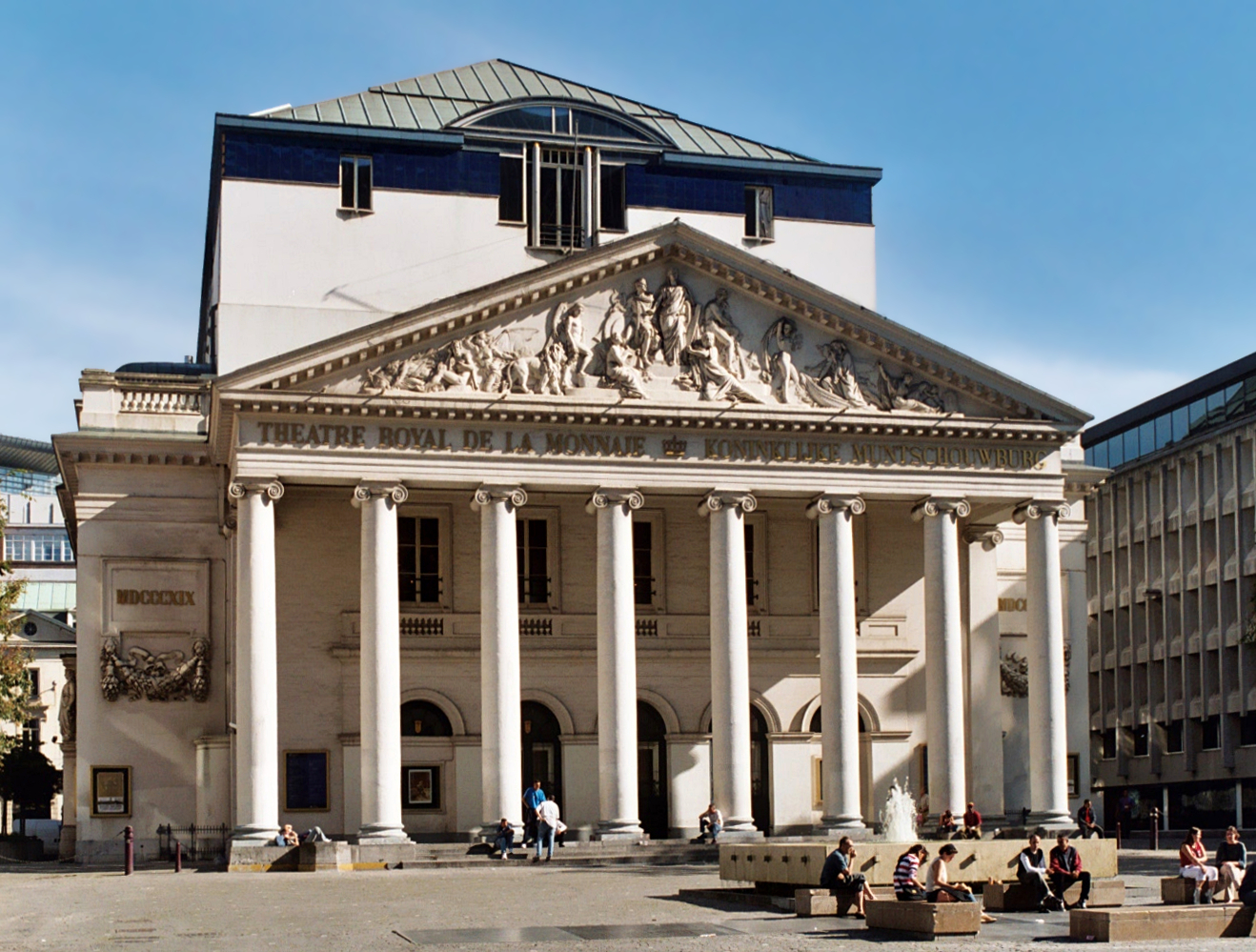
Fachada de De Munt/La Monnaie

O De Munt/La Monnaie (em francês: Le Théâtre Royal de la Monnaie (La Monnaie) ou em neerlandês: Koninklijke Muntschouwburg de Munt (de Munt), em português: Teatro Real da Casa da Moeda (Casa da Moeda)) é um teatro localizado em Bruxelas, Bélgica.
Atualmente, a Ópera Nacional da Bélgica, uma instituição federal, faz do teatro sua residência. Assim, "de Munt/la Monnaie" se refere a ambos: tanto ao teatro como a companhia de ópera. Como é a principal casa de ópera da Bélgica, é uma das poucas instituições culturas que recebe suporte financeiro do governo ferderal da Bélgica.

## História

### O Teatro de Gio-Paolo Bombarda, 1700 - 1818
O primeiro teatro permanente e pública para performances de ópera da corte e da cidade de Bruxelas foi construído entre 1695 e 1700 pelos arquitetos Paolo e Pietro Bezzi, como parte do projeto de reconstrução após o bombardeio a Bruxelas. A construção se deu no lugar onde existia uma casa para cunhar moedas. O nome do antigo prédio La Monnaie (Casa da Moeda) permaneceu ligado ao prédio pelos séculos que viriam. A construção do teatro foi ordenada por Maximiliano Emanuel II, que nessa época era o Governador dos Países Baixos Espanhóis.
A primeira performance, mencionada pelo jornal local foi Atys de Jean-Baptiste Lully, acontecida em 19 de novembro de 1700. O repertório operístico francês dominou os palcos Bruxelas durante o século que viria. Ao longo da metade do século XIX, no teatro foram apresentadas óperas, balés e concertos.
No século XVIII, de Munt/la Monnaie foi considerado o segundo teatro de repertório francês mais proeminente do mundo. Sob a regência do Príncipe Carlos Alexandre de Lorena, que foi um muito generoso patrono das artes, o teatro cresceu muito. Nessa época foi que o teatro tornou-se residência de uma companhia de ópera, um balé e de uma orquestra. O esplendor das performances diminuiu durante os últimos anos do domínio austríaco, em parte pela severa política de José II, Sacro Imperador Romano-Germânico.
Após 1795, quando a Revolução Francesa ocupou com força as províncias belgas, o teatro tornou-se uma Instituição Departamental Francesa.
Junto de outas medidas para cortar gastos, o teatro aboliu o Corps de Ballet. Durante esse período, famosos atores e cantores franceses apresentavam-se com regularidade no teatro, com suas turnês pelas províncias do império. Ainda como cônsul, Napoleão, em sua visita à Bruxelas, considerou o velho teatro muito delapidado para ser uma das mais prestigiadas cidades do seu império. Ele ordenou planejar um novo e mais monumental teatro, que não foi feito durante seu domínio. Finalmente, os planos foram realizados sobre os auspícios do novo Reino Unido dos Países Baixos e o antigo prédio foi demolido em 1818.

### O teatro de Louis Damesme, 1818 - 1855
O antigo teatro foi substituído por um novo teatro neoclássico, desenhado pelo arquiteto francês Louis Damesme. Diferente da construção Bombarda, que estava situado em uma rua, ao meio de inúmeros prédios, o novo prédio foi sitiado no meio de uma praça recém construída. A localização deu ao prédio um destaque maior, mas a construção foi lá, primeiramente, pela segurança e fácil acesso de bombeiros em caso de acidentes, reduzindo as chances do prédio ser destruído por um incêndio. O novo auditório foi inaugurado em 25 de maio de 1819 com a ópera La Caravane du Caire, do compositor belga André Ernest Modeste Grétry.
Como o teatro francês mais importante estabelecido no Reino Unido dos Países Baixos, La Monnaie tomou uma importância nacional e internacional. O teatro tornou-se supervisionada pela cidade de Bruxelas, que assim teve o direito de apontar o diretor do teatro. Nesse período, atores famosos como François Joseph Talma e cantores como Maria Malibran apresentaram-se na casa. O Corps de Ballet foi reintroduzido e ficou sob as ordens do dançarino e coreógrafo Jean-Antonie Petipa, pais do famoso Maius Petipa.
La Monnaie apresentou proeminentes papéis na formação do Reinado da Bélgica. A ópera de Daniel Auber La Muette de Portici foi apresentada em agosto de 1830 após ter sido banida dos palcos pelo Rei William II. Na performance desta ópera, na noite de 25 de agosto de 1830, uma revolta eclodiu, tornando um sinal para a Revolução Belga, que levou a Bélgica à sua independência. A construção de Damesme continuou a servir por mais de duas décadas como principal teatro e casa de ópera da Bélgica, até seu incêndio em 21 de janeiro de 1855.

### O teatro de Joseph Poelaert, desde 1856
Após o incêndio de janeiro de 1855, o teatro foi reconstruído com planejamento de Joseph Poelaert, em um período de quatorze meses. O auditório (com 1,200 lugares) e o foyer foram decorados em um estilo (então popular) Eclético, uma mistura de neo-barroco, neo-rococó e neo-renascentista. O auditório ganhou um enorme lustre de cristal que ainda paira no centro do teto abobadado. É feito de bronze e cristais venezianos. A pintura original da cúpula representando a Proteção Belga das Artes foi pintada por François-Joseph Nolau (1804 - 1883) e Auguste Alfred Rubé (1815 - 1899), dois famosos decoradores da Casa de Ópera Parisiense. Em 1887 essa cúpula foi totalmente repintada por Auguste-Alfred, com a associação de Philippe-Marie Chaperon (1826 - 1907), pois a pintura original foi manchada por emissão de CO2 do candelabro. Entre 1988 e 1998 a pintura de Rubé e Chaperon foi restaurada. Em 1999, o teatro foi redecorado e tornou-se uma das casas de ópera mais bonitas da Europa.
O novo Théatre Royal de la Monnaie foi inaugurado dia 25 de março de 1856 com Jaguarita L'Indienne de Fromental Halévy. O repertório que tomou conta do teatro na metade do século XIX foi o repertório dos compositores populares franceses, como Halévy, Daniel Auber e Giacomo Meyerbeer e dos italianos Gioachino Rossini, Gaetano Donizetti, Vincenzo Bellini e Giuseppe Verdi.

### O teatro no século XX
Renovações no projeto de Poelaert foram feitas graças a problemas recorrentes, o início do século XX viu uma nova história a ser feita e na década de 1950 começou a construção de um novo teatro. Em 1985 as renovações foram totalmente completas e a inauguração foi em 12 de novembro de 1986 com a apresentação da Nona Sinfonia de Ludwig van Beethoven, com o teatro contando com 1,700 lugares.

## Notáveis Estreias Mundiais
| - Jules Massenet: Hérodiade (19 de dezembro de 1881) - Ernest Reyer: Sigurd (7 de janeiro de 1884) - Emanuel Chabrier: Gwendoline (10 de abril de 1886) - Benjamin Godard: Jocelyn (25 de fevereiro de 1888) - Ernest Reyer: Salammbô (10 de fevereiro de 1890) - Vincent d'Indy: Fervaal (12 de março de 1897) - Vincent d'Indy: L'Etranger (7 de janeiro de 1903) - Ernest Chausson: Le Roi Arthus (30 de novembro de 1903) - Darius Milhaud: Les Malheurs d'Orphée (7 de maio de 1926) | - Arthur Honegger: Antigone (28 de dezembro de 1927) - Sergei Prokofiev: The Gambler (29 de abril de 1929) - Philippe Boesmans: La Passion de Gilles (18 de outubro de 1983) - Mark Morris: L'Allegro, il Penseroso ed il Moderato (22 de novembro de 1988) - John Adams: The Death of Klinghoffer (19 de março de 1991) - Philippe Boesmans: Reigen (4 de março de 1993) - Philippe Boesmans: Wintermärchen (10 de dezembro de 1999) - Philippe Boesmans: Julie (8 de março de 2005) |